# مقاطعة بيتز (ميزوري)
مقاطعة بيتز (بالإنجليزية: Bates County)‏ هي إحدى المقاطعات في ولاية ميزوري في الولايات المتحدة الأمريكية.

## أعلام
- روبرت لايلي
- صموئيل بيرك بيرنت
- توماس إتش ماكنيل
- جورج فيليبس